# دیک لوگرن
دیک لوگرن (به سوئدی: Dick Lövgren) (زاده ۱۱ نوامبر ۱۹۸۰) نوازنده سوئدی گیتار بیس گروه مشوگا است. او در سال ۲۰۰۴ به عنوان بیسیست به گروه پیوست.